# Катастрофа R4Q в Милтоне
Катастрофа R4Q в Милтоне — авиационная катастрофа транспортного самолёта Fairchild R4Q-2 Packet американских военно-морских сил, произошедшая ночью в пятницу 17 июля 1953 года в Милтоне (штат Флорида), при этом погибли 44 человека.

## Катастрофа
В тот день группа из 120 кадетов, которые до этого прошли трёхнедельный учебный курс в Корпусе подготовки военно-морских офицеров запаса, направлялась из Корпус-Кристи (штат Техас) на базу Норфолк (штат Виргиния) для практики. Для доставки задействовали пять транспортных самолётов R4Q-2 из 2-го воздушно-морского крыла (авиабаза Черри-Пойнт, Северная Каролина). Также на маршруте была предусмотрена остановка для дозаправки в Милтоне (штат Флорида), полёт до которого прошёл без отклонений.
Ночью 17 июля (в некоторых источниках — в ночь с 16 на 17 июля после полуночи) группа самолётов стала выполнять взлёт с авиабазы Уайтинг-Филд. Четвёртым по счёту был борт 131663 (заводской номер — 10830), экипаж которого состоял из 6 человек, а в салоне разместились 40 курсантов. Однако во время взлёта, когда машина уже оторвалась от земли, отказал один из двух двигателей. Теряя скорость и высоту, самолёт в миле от аэродрома рухнул на ферму, снеся при этом три припаркованных автомобиля и сарай, разрушился и сгорел. После того, как стало известно об авиакатастрофе, три самолёта, вылетевшие ранее, были сразу возвращены в Милтон.
Прибывшие к месту происшествия спасательные службы успели спасти 6 человек, в том числе двух членов экипажа. Однако спустя несколько часов один из пассажиров умер от полученных травм, а позже скончались ещё трое. Выжили только два человека: курсант и один из членов экипажа.
Всего жертвами катастрофы стали 44 человека. Это самая массовая гибель американских морских пехотинцев в авиакатастрофе (39 человек).

## Причина
Причиной катастрофы стал отказ двигателя после взлёта. Так как самолёт в этот момент имел высокий вес, то возник дефицит тяговой мощности, поэтому поддерживать безопасную скорость взлёта было уже невозможно.